# جارود كروكر
جارود كروكر (بالإنجليزية: Jarrod Croker)‏ هو لاعب دوري الرغبي أسترالي، ولد في 11 سبتمبر 1990 في غولبرن في أستراليا.